# Гулистан
Гулиста́н (узб. Guliston / Гулистон; от перс. گلستان‎ — цветочная страна) — город, административный центр Сырдарьинской области Узбекистана.

## История
В XIX веке существовал кишлак Аччиккудук («колодец с солёной водой»), в котором насчитывалось 40 дворов, имелись мечеть и чайхана.
В 1869 году по указу туркестанского генерал-губернатора К. П. Кауфмана изучалась возможность орошения Голодной степи.
Землекопы, прибывшие из разных мест России на строительство канала, в 1886 году образовали в Ходжикенском уезде 8 небольших русских посёлков: Романовский (Крестьянский), Запорожский, Надеждинский, Николаевский, Обетованный, Нижневолынский, Верхневолынский и Конногвардейский (Красная заря).
В 1872 году началось сооружение канала длиной 84 км, названного именем Николая I и доведённого до Мирзачуля (Гулистана), который был сдан в эксплуатацию в 1895 году.
Из 7600 га орошённой земли 2100 га были отведены князю, который жил в п. Романовский, 3380 га — русским поселенцам, 220 га — под голодностепское опытное поле.
В 1897 году около станции Голодная степь образовался посёлок Духовский, в 1906 году был создан посёлок Спасский. Накануне Первой мировой войны в этих уже объединённых поселениях насчитывалось 290 дворов (на их месте впоследствии вырос город Гулистан).
В этот же период прокладывалась железная дорога от Самарканда до Ташкента через Голодную степь. Её строительство завершилось тоже в 1895 году. Станцию Аччиккудук стали называть Грибоедовка, а с 1905 года — Голодная степь, как и посёлок.
В 1905 году в посёлке были построены здания управления каналом и первой русско-туземной школы в Голодной степи. С 1910 года канал называется Северный Голодностепский.
В 1922 году посёлок Голодная степь был переименован в Мирзачуль. В 1952 году получил статус посёлка городского типа, входя в состав Ташкентской области.
8 мая 1961 года посёлок городского типа Мирзачуль был преобразован в город Гулистан. 26 ноября 1963 года он стал центром созданной в начале того же года Сырдарьинской области. В 1989 году в связи с объединением Джизакской и Сырдарьинской областей областным стал город Джизак.
16 февраля 1990 года после восстановления Джизакской области центр Сырдарьинской области был перенесён из Джизака в Гулистан.

## География
Расположен в юго-восточной части Голодной степи. Железнодорожная станция на линии Ташкент — Хаваст.

## Население
Население Гулистана:

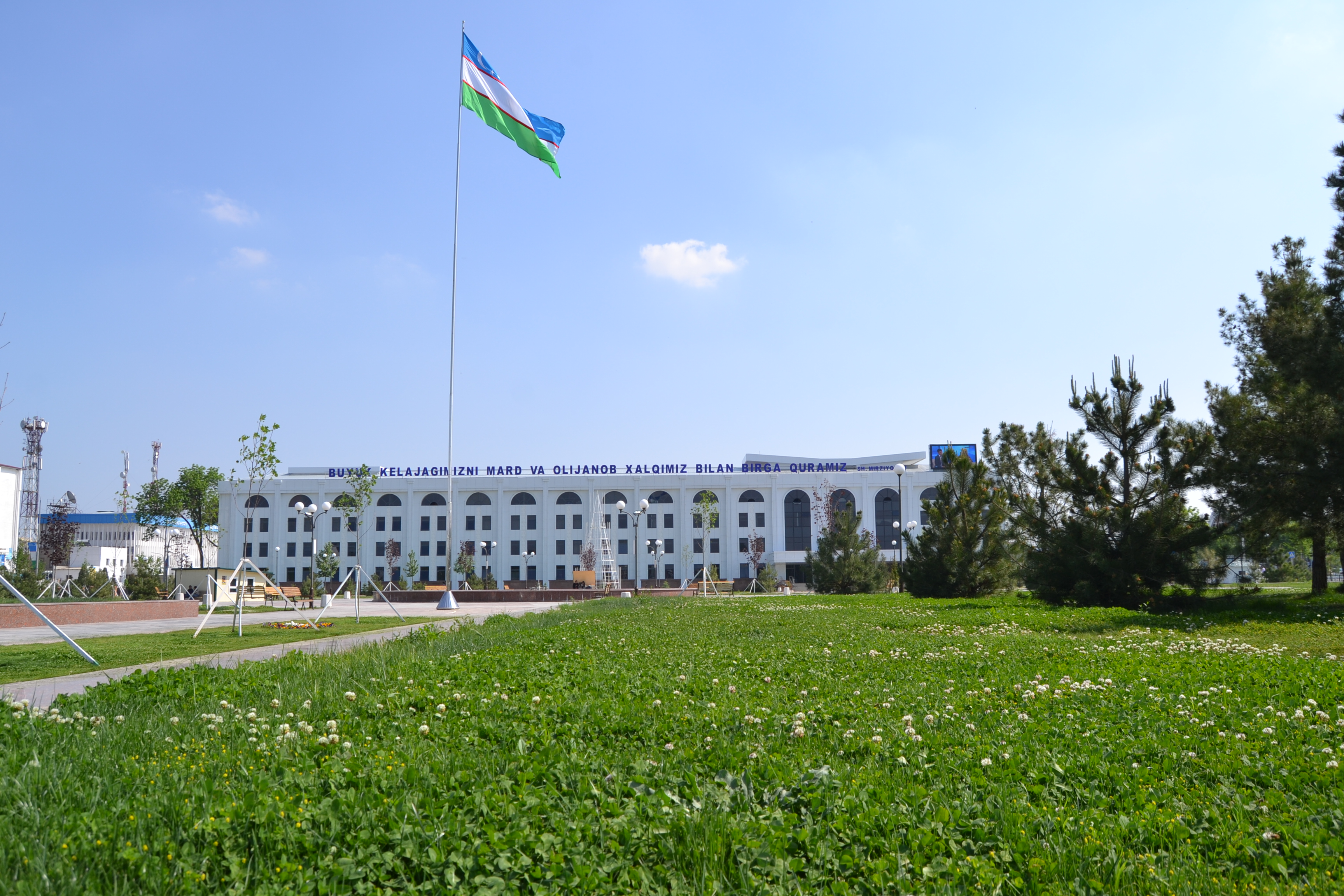
Город Гулистан. Центральная площадь.

- 1970 год — 31 000 человек[3],
- 1991 год — 54 000 человек,
- 2010 год — 77 300 человек.

На протяжении 1990-х и 2000-х годов русскоязычное население постепенно замещалось местным.

## Промышленность
В городе имеются ремонтно-механический, маслоэкстракционный, лифтостроительный и металлоперерабатывающий заводы, домостроительный комбинат, несколько швейных и ткацких фабрик, инструментальные электромастерские и многое другое

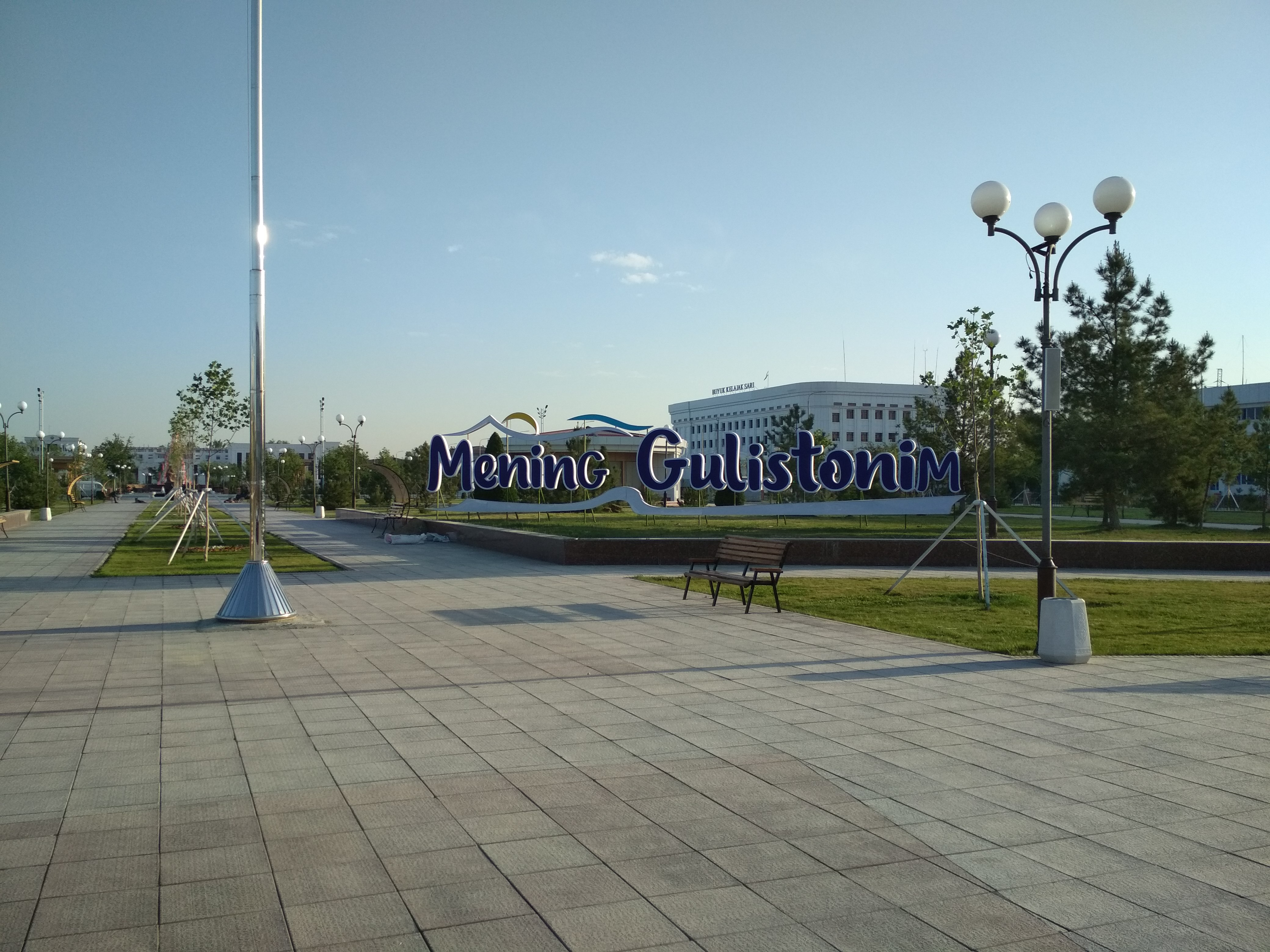
Город Гулистан. Центральная площадь. Надпись «Менинг Гулистоним» («Мой Гулистан»).

## Достопримечательности
В Гулистане находится Сырдарьинский областной музыкально-драматический театр.
К числу прочих заметных мест в городе стоит отнести центральную площадь, Гулистанский городской парк, а также местный краеведческий музей.
Также на территории расположен сад дружбы Узбекистана и Китая.
Другой объект, заслуживающий внимания, — это храм Святого Николая. Основанный в 1945 году как дом молитвы, он продолжает служить верующим и поныне.

## Города-побратимы
- Физули, Азербайджан[5]